# Consuminderen
Consuminderen is een neologisme dat aan het einde van de 20ste eeuw de zijn intrede deed in het Nederlands taalgebied en dat staat voor minder consumeren.

## Etymologie
De term is een porte-manteauwoord waarin de woorden consumeren en minderen (hoewel meren niet de betekenis heeft van vermeerderen) werd gecombineerd tot dit neologisme.

## Ontstaansgeschiedenis
Het begrip consuminderen werd in 1972 voor het eerst gebruikt door Henrik de Groot in zijn column "Er zit een luchtje aan" als redactiesecretaris van het maandblad M.D. van Milieudefensie (1ste jaargang nr. 3, september  1972): „Sprookje: er was eens een consumens die zijn consumentaliteit wilde veranderen. Hij hield op met consumeren. Consuminderen werd zijn devies, dat door velen werd nagevolgd...”.
In 1990 kreeg het woord nieuwe aandacht door Herman Verheij, beleidsmedewerker bij het ministerie van VROM. Hij gebruikte het woord voor een inleiding aan de Rijksuniversiteit Groningen.
Het consuminderen is een reactie op de consumptiemaatschappij die zich in de tweede helft van de jaren '90 van de 20e eeuw door een economische hausse sterk deed gelden. In die jaren bloeide de Nederlandse economie weer op en leek het iedereen voor de wind te gaan.  In Nederland werd het onder andere gepropageerd door het echtpaar Rob van Eeden en Hanneke van Veen, via hun Vrekkenkrant (1992-1996) en de stichting Zuinigheid met Stijl. Hieruit ontstond in maart 1997 het 'non glossy' lifestyle magazine Genoeg. Verder gebruikte oa. Solidaridad Nederland de term in 1992 voor hun campagne rond milieu en ontwikkeling.

## Actievormen
De weggeefwinkels in Nederland en België zijn een initiatief om de verspilling in de Westerse consumptiemaatschappij aan de kaak te stellen. Tijdens de jaarlijkse Niet-Winkeldag die in een aantal landen wordt gehouden wordt in de vorm van (ludieke) acties de zinloosheid van het "meer-meer-meer"-consumeren aan de orde gesteld. Ook Het Uur der Aarde op 28 maart is een poging om een bijdrage te leveren aan verminderde consumptie in termen van energiebesparing en uitstootbeperking.